# Такеуті Сейхо
Такеуті Сейхо (*竹内 栖鳳, 20 грудня 1864—23 серпня 1942) — японський художник першої половини XX століття.

## Життєпис
Походив з родини, що з давен володіла рибною корчмою, що обслуговувала ремісників-ткачів з найближчого кварталу, і слуг з сусіднього замку. Народився 1864 році в Кіото, отримавши ім'я Цунекіті. Навчався у буддистському храмі, де зокрема вивчив китайську мову. З дитинства також полюбляв малювати, тому його віддали в учні до родича, який займався малюванням по тканинам. Після того, як Цунекіті перевершив вчителя він перейшов до школи художника Коно Байреі. 1881 року став учнем Цутіда Ейріна. У 1882 році дві його роботи отримали нагороди на конкурсі «Наікоку Кайга Кьосінкай» («Вітчизняний конкурс живопису»), одному з перших конкурсів з сучасного живопису в Японії, який став початком кар'єру Такеуті.
З 1883 року працював у Школі мистецтв префектури Кіото, отримавши перед тим титул майстра. Також змінив ім'я на Сейхо («Обитель фенікса»). У 1887 році за картину «Весна в занедбаному саду» отримав срібну нагороду на II виставці Японського товариства живопису. Того ж року одружився з представницею заможного роду, що дозволило Такеуті відкрити власну майстерню поруч з кормою батька. На час одруження у нього вже була пара незаконних (але визнаних) дітей, в шлюбі народилося ще сім, а потім ще й усиновив дітей улюбленого, але рано померлого учня.
1889 року отримав ще срібну нагороду за картину «Дванадцять місяців» на III виставці Японського товариства живопису. Того ж року призначається викладачем Муніципальної художньої школи в Кіото.
У 1900 році брав участь у Всесвітній виставці у Парижі. Потім деякий час мандрував Європою, де вивчав тамтешнє мистецтво. Загалом відвідав 20 міст, де вишукував зоосади або зоопарки, де малював звірів з натури.
Наприкінці того ж року повернувся до Японії. Тут змінив ієрогліф в написані свого імені, ставши зватися «Обитель заходу». Доволі швидко здобув надзвичайний успіх. У 1901 році він отримав першу премію за свою картину «Лев» на виставці Товариства Нового та Старого Мистецтва. 1902 року його картини «Осінь у старій столиці» на виставці «Інтен».
1907 року увійшов до журі конкурсу з живопису «Бунтен». Водночас сприяв розвитку ніхонга (японський живопис), створивши своєрідний Кіотський напрямок, що відрізнявся більш вільним стиль від Токійського. У 1909 році став професором в Муніципальному коледжі Кіото (попередника університету мистецтв міста Кіото). Водночас заснував власну приватну школу «Тікуйокай». Його учнями були Нісіяма Суйсьо, Цутіда Бакусен, Токуока Сінсен і Уемура Сьоен.
У 1910 році отримав замовлення на розпис головних брат буддистського храму Хігасі Хонган-дзі. Він повинен був зобразити символи «Чистої землі», побожних праведників, чудових птахів, духів. Це був прекрасний привід помалювати оголену натуру (коли справа дійшла до летючих духів, натурниці навіть довелося повиснути на мотузках під стелею). Платив Сейхо натурниці дуже добре, але вона і соромився, і головне, страшно мерза (був зима, і жаровня від холоду не рятувала), так що скоро відпросилося на тиждень до Токіо, і більше Сейхо її не бачив. Художник найняв іншу дівчину, але та застудилася і померла. У Кіото поширилися чутки, що Сейхо краде у натурниць душі і вкладає їх в картини. Втім у борделі художники вдалося відшукати нову натурницю. Але й вона невдовзі померла від запалення легенів. Після цього Сейхо не мав змоги працювати, тому відмовився від замовлення.
У 1913 році був призначений імператорським живописцем. Того ж року розписував ширми до офіційної церемонії сходження на трон імператора Тайсьо. 1919 року митця було запрошено до Імператорської академії образотворчого мистецтва (Тейкоку Бідзуцуін). У 1920-х роках двічі їздив до Китаю.
1931 року брав участь в Прусській Академії мистецтв у Берліні. Після повернення до Японії того ж року через погіршення здоров'я перебрався до гарячих джерел у місті Югавара. Невдовзі все ж таки зробив розпис брами Хігасі Хоган-дзі, але в іншій манері, ніж намагався створити 20 років тому. У 1937 році Такеуті Сейхо отримав орден Культури.

## Творчість
Загалом у доробку художника близько 5000 робіт різного характеру, серед них 40 великих розкладних ширм. У початковий період наслідував стилю школи Маруяма-Сідзо, створював роботи у жанрі укійо-е, згодом наслідував китайському живопису періоду династії Сун.
Після повернення з Європи Такеуті Сейхо створив унікальний стиль, поєднуючи реалістичні прийоми традиційної японської школи Маруяма і Сідзо з західними формами реалізму, запозиченими з техніки у Вільгельма Тернера і Жана-Батіста Коро. Згодом це стало одним з головних стилів сучасного ніхонга (сучасного японського живопису). Його улюбленими темами були тварини — найчастіше в забавних позах, зокрема мавпа на коні. Створював роботи з зображенням тигрів, левів (уперше побачив у Дрезденському зоопарку), слонів. Пізніше повернувся до більш традиційних японських мотивів і малював дрібних істот, таких як кішки й риби. Відомими роботами є пара ширм «Просвітницький дощ», «Мавпи і зайці в стайні» (усі — 1908 рік) «Гроза» (1909), «Початок картини» (1913 рік).
Він був також відомий своїми пейзажами, серед яких найвідомішою є серія «Дванадцять видів Фудзі». Малював численні натюрморти, побутові сценки.

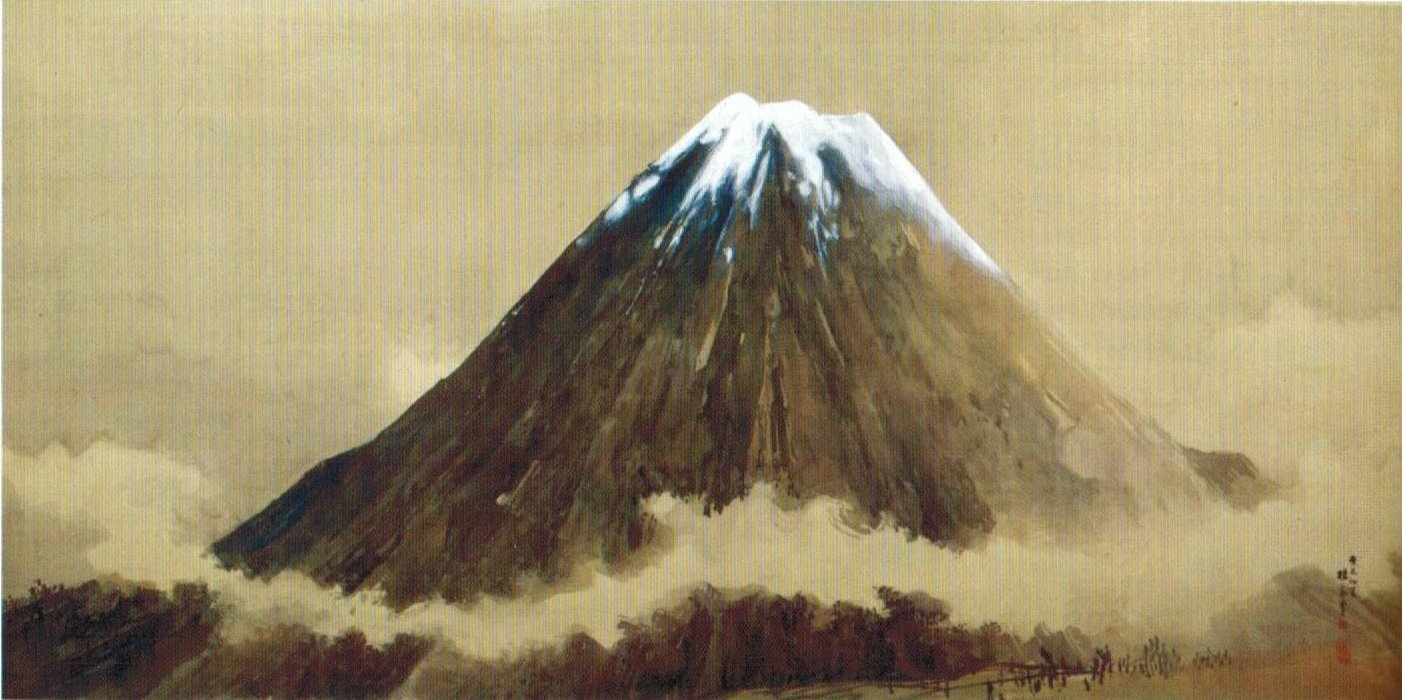
Гора Фудзі
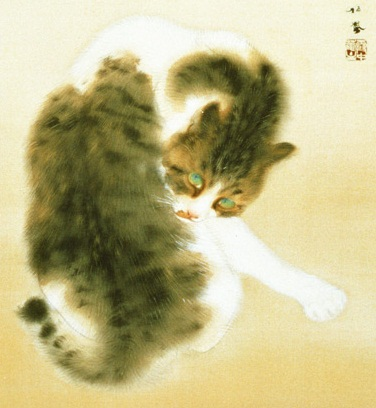
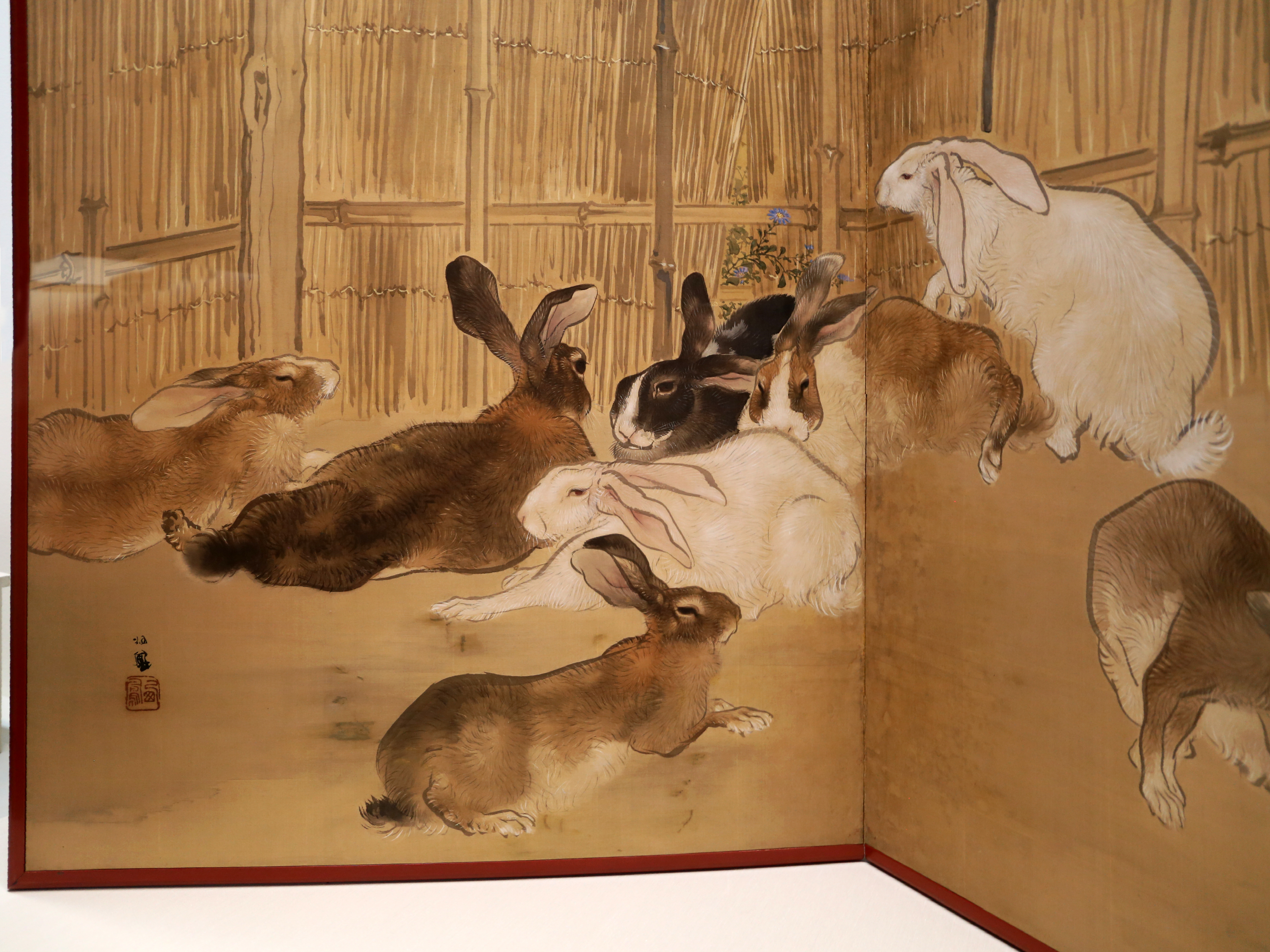
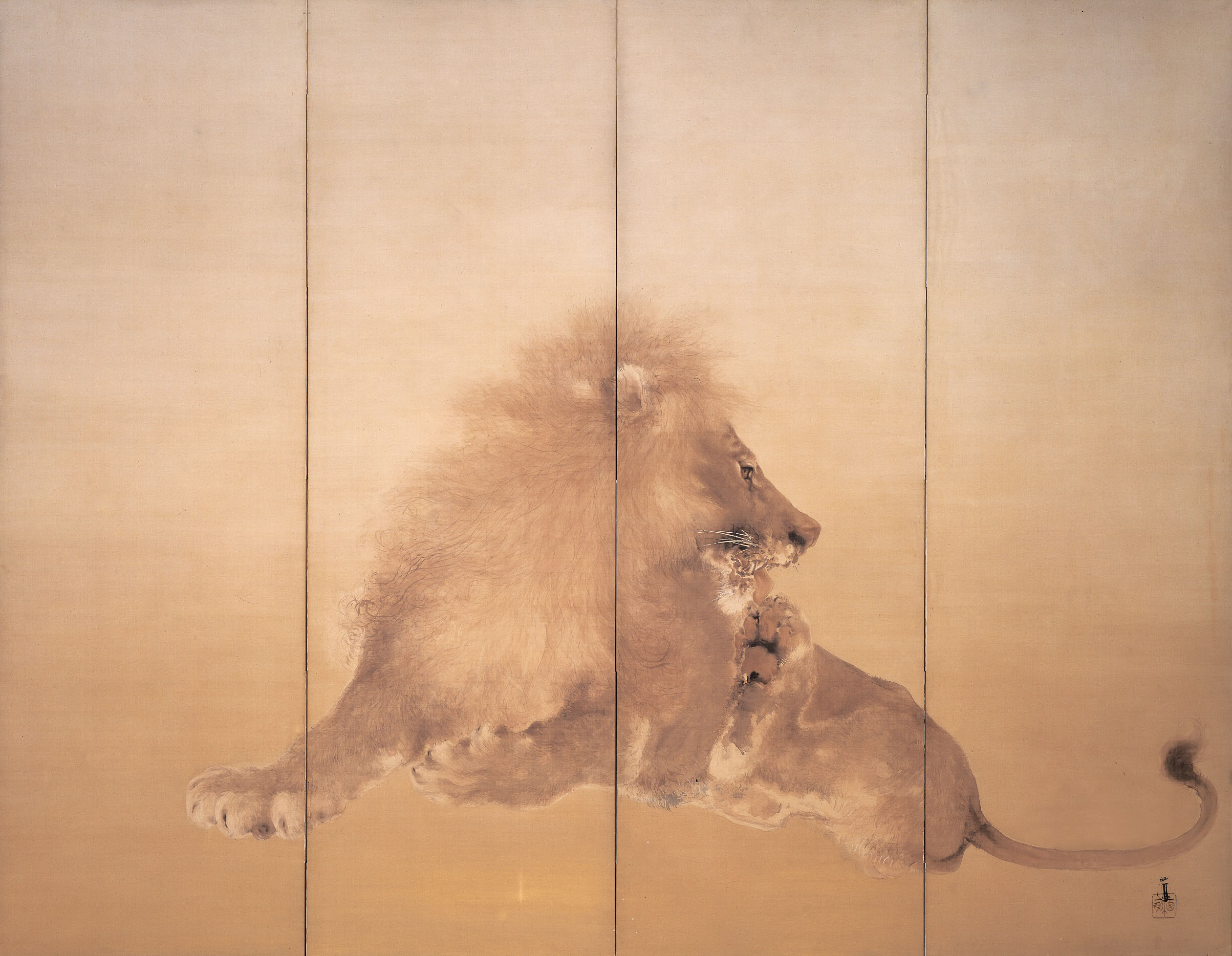
«Лев»
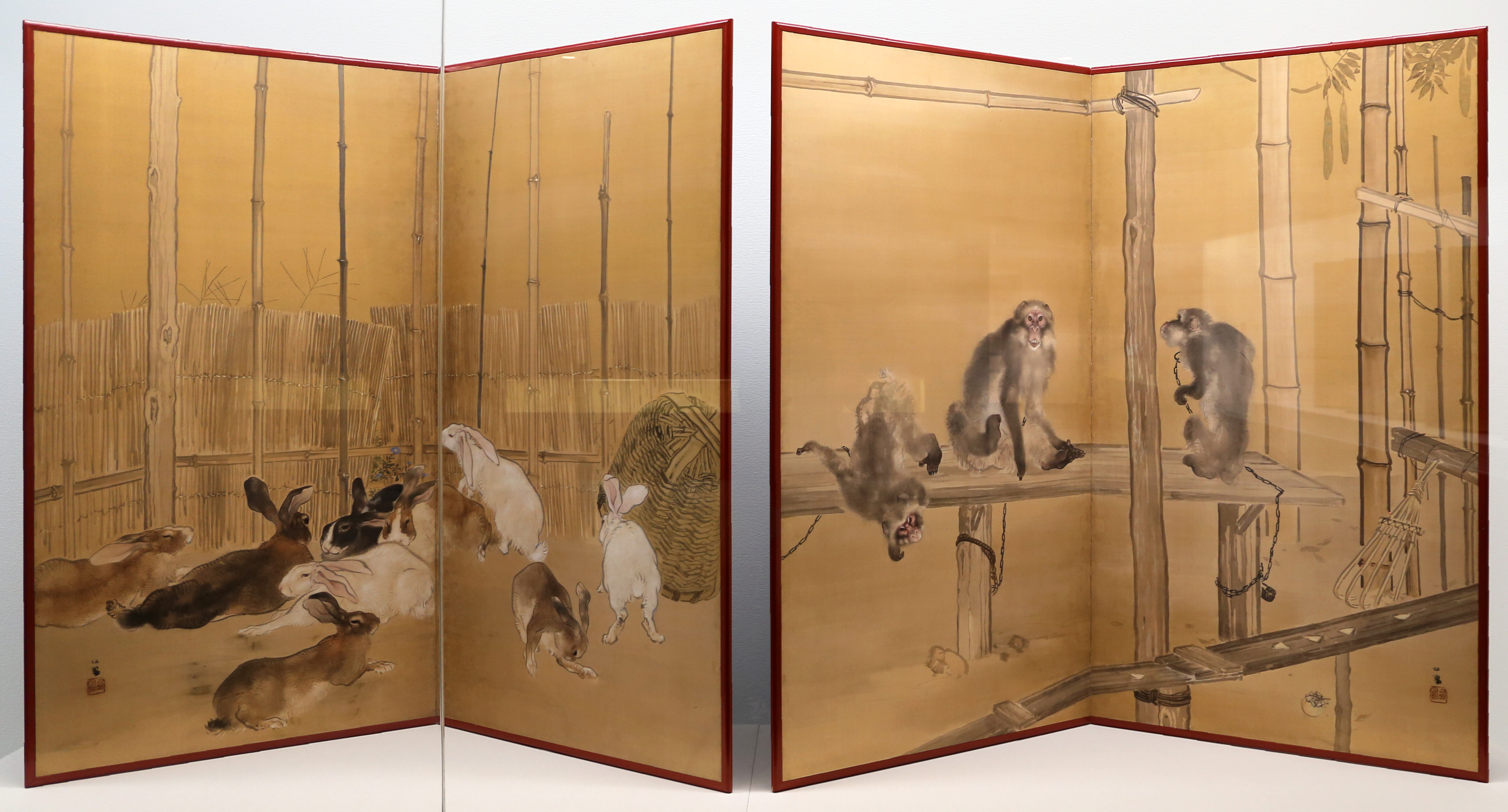